# Sylwester Guzzolini
Sylwester Guzzolini (ur. ok. 1177 w Osimo, zm. 26 listopada 1267) – włoski kanonik, kaznodzieja i święty Kościoła katolickiego.

## Życiorys
Jego ojciec był wpływowym prawnikiem. Rozpoczął studia prawnicze w Bolonii, lecz zmienił je na teologiczne. Był kanonikiem w Osimo. W wieku pięćdziesięciu lat zmienił tryb życia i został pustelnikiem. Przebywał w pustelni w Grotta Fucile. Po kilku latach gdy odwiedzało go coraz więcej uczniów założył na Monte Fano pod Fabriano klasztor według reguły benedyktyńskiej. W ten sposób stworzył podwaliny pod kongregację zwaną sylwestrynami. Wpisany w Martyrologium Rzymskim w 1598.